# 梅特哈拉
梅特哈拉（Metehara）是埃塞俄比亞中部奧羅米亞州東施瓦地區的小鎮，座標8°54′N 39°55′E / 8.900°N 39.917°E，海拔947米。根據埃塞俄比亞中央統計局2005年的資料，梅特哈拉人口約21,348，其中男性10,763人，女性10,585人。